# Portugal en los Juegos Paralímpicos de Pekín 2008
Portugal estuvo representado en los Juegos Paralímpicos de Pekín 2008 por un total de 35 deportistas, 23 hombres y 12 mujeres.

## Medallistas
El equipo paralímpico portugués obtuvo las siguientes medallas:
| Nombre                                                                    | Deporte   | Evento                    |
| ------------------------------------------------------------------------- | --------- | ------------------------- |
| Oro                                                                       |           |                           |
| João Paulo Fernandes                                                      | Bochas    | Individual BC1 mixto      |
| Plata                                                                     |           |                           |
| Luís Gonçalves                                                            | Atletismo | 400 m T12 masculino       |
| António Marques                                                           | Bochas    | Individual BC1 mixto      |
| Bruno Valentim Fernando Pereira                                           | Bochas    | Dobles BC4 mixto          |
| João Paulo Fernandes Fernando Ferreira Cristina Gonçalves António Marques | Bochas    | Equipo BC1-BC2 mixto      |
| Bronce                                                                    |           |                           |
| Armando Costa Mário Peixoto Eunice Raimundo                               | Bochas    | Dobles BC3 mixto          |
| João Martins                                                              | Natación  | 50 m espalda S1 masculino |